# Terril du Quesnoy
 (février 2021).
Si vous disposez d'ouvrages ou d'articles de référence ou si vous connaissez des sites web de qualité traitant du thème abordé ici, merci de compléter l'article en donnant les références utiles à sa vérifiabilité et en les liant à la section « Notes et références ».
Le Terril du Quesnoy se situe à Trivières, sur la commune de La Louvière, en province de Hainaut. Ce terril est un ancien site de charbonnage appartenant à la dernière concession minière de Bois du Luc, La Barette et Trivières.
Ce terril possède une superficie de 41,2 ha. Il fait partie d'un ensemble de sites considérés comme zone centrale du réseau écologique communal.

## Histoire
Le charbonnage de Bois du Luc, La Barette et Trivières, associé au terril, débute en 1905 et s'achève en 1973. Il est actuellement la propriété de la Région wallonne.

## Classement
Le terril du Quesnoy est classé selon l'Arrêté ministériel de 1995 en catégorie B - Exploitable.
Bien que ce ne soit pas un classement, le site est reconnu comme Site de Grand Intérêt Biologique (SGIB) : 2779 - Terril du Quesnoy

## Site de Grand Intérêt Biologique - S.G.I.B

### Biotopes
Selon la typologie WalEUNIS, le terril du Quesnoy possède différents biotopes :
| Code WalEUNIS | Habitats                               |
| ------------- | -------------------------------------- |
| C1            | Eaux stagnantes                        |
| C2.1          | Sources et ruisseaux de sources        |
| C3.21         | Phragmitaies (roselières "vraies")     |
| C3.23         | Typhaies                               |
| E1            | Pelouses sèches                        |
| E1.1          | Pelouses pionnières                    |
| E5.6e         | Végétation rudérale sur sol sablonneux |
| J3            | Sites industriels extractifs           |

### Cartographie
Le terril du Quesnoy est localisé dans la région limoneuse hennuyère à environ 4,5 km au sud-ouest du centre-ville de La Louvière. Il culmine à 133 m d'altitude, au nord du village de Trivières, et prend place dans un paysage au relief légèrement ondulé à vocation agricole (cultures et prairies).
La partie la plus intéressante du terril est sans conteste la roselière à Phragmites australis qui s'étend côté sud au pied du terril. L'eau ruisselle du terril vers un premier bassin de décantation. Le niveau d'eau augmente d'ouest en est. La roselière est cependant à sec chaque été. Elle est fauchée régulièrement et entièrement par un agriculteur local comme ce fut le cas en 2007. L'envahissement par les saules est donc limité mais en revanche la nidification des oiseaux paludicoles (rousserolles par ex.) en est d'autant contrariée. En contrebas, un second bassin de décantation accueille aussi une roselière se transformant progressivement en saulaie. Elle est alimentée à la fois par le premier bassin et par un ru temporaire.

### Espèces
Les paragraphes "faune" et "flore" ci-dessous décrivent une partie (liste non exhaustive) de la faune et de la flore que l'on peut rencontrer sur le Site de Grand Intérêt Biologique du terril du Quesnoy.

#### Faune
| Classe   | Nom scientifique               | Nom vernaculaire       | Illustration | Statut de protection |
| -------- | ------------------------------ | ---------------------- | ------------ | -------------------- |
| Aves     | Acrocephalus palustris         | Rousserolle verderolle |              | Oui                  |
| Aves     | Acrocephalus scirpaceus        | Rousserolle effarvatte |              | Oui                  |
| Aves     | Anthus trivialis               | Pipit des arbres       |              | Oui                  |
| Aves     | Emberiza schoeniclus           | Bruant des roseaux     |              | Oui                  |
| Aves     | Hippolais icterina             | Hypolaïs ictérine      |              | Oui                  |
| Aves     | Perdix perdix                  | Perdrix grise          |              | Non                  |
| Amphibia | Alytes obstetricans            | Alyte accoucheur       |              | Oui                  |
| Amphibia | Bufo calamita                  | Crapaud calamite       |              | Oui                  |
| Amphibia | Ichthyosaura alpestris         | Triton alpestre        |              | Oui                  |
| Amphibia | Lissotriton vulgaris           | Triton ponctué         |              | Oui                  |
| Amphibia | Pelophylax kl. esculentus      | Grenouille verte       |              | Oui                  |
| Insecta  | Ischnura pumilio               | Agrion nain            |              | Non                  |
| Insecta  | Orthetrum brunneum             | Orthétrum brun         |              | Non                  |
| Insecta  | Anisosticta novemdecimpunctata | Coccinelle des roseaux |              | Non                  |
| Insecta  | Oecanthus pellucens            | Grillon d'Italie       |              | Non                  |
| Insecta  | Oedipoda caerulescens          | Criquet à ailes bleues |              | Oui                  |

#### Flore
| Nom scientifique      | Nom vernaculaire    | Illustration |
| --------------------- | ------------------- | ------------ |
| Aira caryophyllea     | Canche caryophyllée |              |
| Filago minima         |                     |              |
| Petrorhagia prolifera | Œillet prolifère    |              |

#### Espèces exotiques
| Règne    | Nom scientifique       | Nom vernaculaire        | Illustration |
| -------- | ---------------------- | ----------------------- | ------------ |
| Plantae  | Buddleja davidii       | Buddléia                |              |
| Plantae  | Conyza canadensis      | Vergerette du Canada    |              |
| Plantae  | Conyza sumatrensis     | Vergerette du Sumatra   |              |
| Plantae  | Echinochloa crus-galli | Panic pied-de-coq       |              |
| Plantae  | Erigeron annuus        | Vergerette annuelle     |              |
| Plantae  | Lathyrus latifolius    | Pois vivace             |              |
| Plantae  | Oenothera biennis      | Onagre bisannuelle      |              |
| Plantae  | Oenothera deflexa      | Onagre à petites fleurs |              |
| Plantae  | Robinia pseudoacacia   | Robinier faux-acacia    |              |
| Plantae  | Rosa rugosa            | Rosier rugueux          |              |
| Plantae  | Senecio inaequidens    | Seneçon du Cap          |              |
| Plantae  | Solidago gigantea      | Solidago géant          |              |
| Animalia | Harmonia axyridis      | Coccinelle asiatique    |              |
| Animalia | Phasianus colchicus    | Faisan de Colchique     |              |